# GO AHEAD! (岩田光央の曲)
「GO AHEAD!」（ゴー・アヘッド）は、岩田光央の9作目のシングル。2012年12月5日にLantisから発売された。

## 概要
前作「ウェイクアップ ベイベェ ウェイクアップ!」から約1年4ヶ月ぶりのリリースとなる2012年唯一のシングル。
ライブ『おれパラ』の5周年（2012年時）に合わせてリリースした。表題曲の歌詞はこのライブを意識して制作したという。

## 収録曲
（全作詞：岩田光央、作曲・編曲：遠藤智義）
1. GO AHEAD! [4:28]
2. ジェミニ [4:09]
3. スマイル [4:23]